# Simon ben Zoma
Simon (Shimon) ben Zoma (o semplicemente Ben Zoma, ebraico: בן זומא) (Israele, II secolo – II secolo) era un saggio ebreo Tanna della 3ª generazione (110 – 135 e.v.).
Non divenne rabbino, ma rimase al livello di "allievo", come Simeon ben Azzai, ed è spesso menzionato con quest'ultimo quale rinomato rappresentante di tale classe. Inoltre, come Ben Azzai, sembra esser appartenuto alla cerchia più ristretta dei discepoli di Joshua ben Hananiah, e si narra di una polemica halakhica tra di loro, in cui Ben Zoma fu il vincitore.

## Contemplazioni
L'erudizione di Ben Zoma nella Halakhah divenne proverbiale, infatti si diceva, "Chi vede Ben Zoma in sogno si è assicurato una cultura". Era tuttavia noto come interprete delle Scritture ebraiche, cosicché si affermava, "Con Ben Zoma abbiamo perso l'ultimo degli esegeti" ("darshanim"). Ciò nonostante si conservano solo alcuni dei suoi detti esegetici. Il più noto di questi è la sua interpretazione della frase "ti ricorderai il giorno in cui sei uscito dal paese d'Egitto" (Deuteronomio 16:3), per provare che la recitazione del passo biblico che si riferisce all'Esodo (Numeri 15:37-41) è obbligatorio per la preghiera serale e anche per preghiera mattutina. Questa interpretazione, citata con lode da Eleazar ben Azariah, ha trovato posto nella Haggadah della notte di Pesach. In un'interpretazione halakhica, Ben Zoma spiega la parola "naḳi" (pulito/puro) in Esodo 21:28 facendo riferimento all'uso della parola nella vita quotidiana.
Il soggetto principale della ricerca esegetica di Ben Zoma si concentrava sul primo capitolo della Torah, il Libro della Genesi. Una delle sue questioni, con la quale Simon esaminava criticamente la frase "Dio fece" (Genesi 1:7), è stata tramandata dagli haggadisti giudei (sebbene senza risposta), col commento "Questo è uno dei passi biblici con cui Ben Zoma ha creato scalpore in tutto il mondo". Una interpretazione del secondo verso dello stesso capitolo, è stata tramandata da una tradizione tannaitica,, insieme al seguente aneddoto: Joshua ben Hananiah un giorno stava camminando, quando incontrò Ben Zoma, che stava per passarlo senza salutare. Allora Joshua gli chiese: "Da dove vieni e dove vai, Ben Zoma?" L'altro rispose: "Ero sovrappensiero sul racconto della Creazione". Poi gli spiegò la sua interpretazione della Genesi 1:2. Più tardi, quando ne parlò ai suoi discepoli, Joshua disse "Ben Zoma è fuori" (cfr Pardes e Shekhinah), intendendo che Ben Zoma aveva oltrepassato i limiti della ricerca permessa.
Infatti, Ben Zoma fu uno dei quattro saggi che entrarono nel "giardino" della conoscenza esoterica (cfr. anche Ben Azzai). Di lui si diceva che avesse conosciuto i segreti del giardino e fosse stato colpito da aberrazione mentale I discepoli di Rabbi Akiva applicarono alle illimitate speculazioni teosofiche, per i quali Ben Zoma ebbe a soffrire, le parole di Proverbi 25:16: "Hai trovato il miele? Mangiane quanto ti basta, per non esserne nauseato e poi vomitarlo."

## Insegnamenti
Anche le poche frasi di Ben Zoma che sono giunte fino a noi, mostrano la profondità dei suoi pensieri come, ad esempio, le sue riflessioni nel vedere grandi folle di gente:
Da notare anche le sue riflessioni sull'uomo come ospite di Dio in questo mondo:
Significativo anche il suo quadruplice motto, sul vero saggio, il vero ricco, il vero potente e il vero rispettato. Nelle parole di chiusura dell'Ecclesiaste, "perché questo è il tutto dell'uomo" 12:13, Ben Zoma trova l'espressione del pensiero che l'uomo pio è il coronamento e il fine del genere umano; tutta l'umanità ("il mondo intero") è stata creata solo per servire colui che teme Dio e rispetta i Suoi comandamenti. Ben Zoma è inoltre l'autore della bella frase: "Se, nel pentimento, ti sei svergognato in questo mondo, non avrai bisogno di svergognarti davanti a Dio nel prossimo".

## Citazioni
Simon ben Zoma è particolarmente noto per queste frasi:
"Ben Zoma diceva:
(Pirkei Avot, Cap. 4a)